# Chail (Himachal Pradesh)
Chail – miejscowość w północnych Indiach w stanie Himachal Pradesh, w zachodnich Himalajach.